# فلاندرز الفرنسية
فلاندرز الفرنسية (بالفرنسية: La Flandre française)‏؛ (بالهولندية: Frans-Vlaanderen)‏ هي جزء من مقاطعة فلاندرز التاريخية في فرنسا الحالية حيث كان الفلمنج تقليديًا هم المجموعة العرقية المهيمنة وحيث كانت اللهجة الهولندية تُتحدث أو لا تزال تُستخدم بشكل تقليدي. تقع المنطقة في منطقة أوت دو فرانس الحديثة وهي تقريبًا تتوافق مع الدوائر الخاصة بليل وDouai وDunkirk على الحدود الجنوبية مع بلجيكا. جنبا إلى جنب مع الفرنسية Hainaut وCambrésis، وتشكل وزارة الفرنسية الشمالية.

## جغرافية
تعتبر منطقة French Flanders من المستنقعات المسطحة في المنطقة الغنية بالفحم جنوب بحر الشمال مباشرة. يتكون من منطقتين:
1. وستهوك الفرنسية إلى الشمال الغربي، وتقع بين نهر ليس وبحر الشمال، وهي نفس المنطقة التي توجد بها منطقة دونكيرك؛
2. الوالون فلاندرز، إلى الجنوب الشرقي، جنوب نهر ليس والآن حاليًا مدينتي ليل ودوي.

## حضاره
في عام 2008 ، ألقى نجاح فيلم Bمرحبا بكم في أرض الشتيين الضوء على هذا الجزء من فرنسا لجمهور واسع.